# Геймър
Геймър е неологизъм, използван за обозначаване на играчи на компютърни и видеоигри, а също и на ролеви игри.

## Етимология и дефиниции
Думата произлиза от английски: gamer. Макар да има конкретна дефиниция в речниците – играч на компютърни или видеоигри – реалната интерпретация може да бъде доста противоречива, и на въпросите Кой е геймър? и Какъв е геймърът? няма общоприет отговор. Едно изследване на геймърските общности определя геймърите по следния начин:
| „ | Геймъри (гейм маниаци) – деца и младежи, чието любимо занимание са компютърните игри. Диференциални признаци на геймъра са: • редовно играе компютърни игри, познава жанровете и техниките на игра, интересува се от новостите в тази област; • посещава клубовете за игри в мрежа и общува изключително с геймъри; • владее терминологията и професионалния жаргон, свързани с игрите и компютрите, ползва английски език; • като виртуално лице се представя с никнейм (ник), който е индивидуален псевдоним, изписван на латиница; • незадължителни, но обикновено налични признаци са притежанието на персонален компютър (РС) и следенето на геймърската преса. | “ |

## Хардкор и про геймъри
Хардкор геймър (hardcore gamer) се използва, за да опише този тип играчи, които виждат истинско предизвикателство в компютърните игри. Също както хардкор геймъра, про-геймърът вижда реално предизвикателство в игрите, с разликата, че той превръща постиженията си в своя професия. Едно от най-известните български про-та е SK.Insomnia, който печели златото на престижния турнир Световни киберигри (WCG) в категория Warcraft през 2003 г.